# Ficulle
Ficulle là một đô thị ở tỉnh Terni trong vùng Umbria của Ý, có cự ly khoảng 40 km về phía tây nam của Perugia và khoảng 60 km về phía tây bắc của Terni. Tại thời điểm ngày 31 tháng 12 năm 2004, đô thị này có dân số 1.730 người và diện tích là 64,7 km².
Ficulle giáp các đô thị: Allerona, Fabro, Montegabbione, Orvieto, Parrano, San Venanzo.